# Snowfalls
"Snowfalls" je pjesma ruskog sastava t.A.T.u. Objavljena je 13. srpnja 2009 godine kao najavni singl za njihov treći studijski album Waste Management. Producenti pjesme su T.A. Music, a pjesmu su uz same Katine i Volkove napisali Slowman, Leonid Alexandrovski i Katya Salem. Ruska verzija pjesme pod nazivom "Snegopady" je objavljena kao četvrti singl s njihovog albuma Vesyolye Ulybki. Videospot za pjesmu je također objavljen 14. srpnja 2009. godine.

## Popis pjesama
Digitalni download
1. "Snowfalls" – 3:15

## Povijest objavljivanja
| Država                 | Datum            | Format             |
| ---------------------- | ---------------- | ------------------ |
| Austrija               | 14. srpnja 2009. | digitalni download |
| Njemačka               | 14. srpnja 2009. | digitalni download |
| SAD                    | 14. srpnja 2009. | digitalni download |
| Ujedinjeno Kraljevstvo | 14. srpnja 2009. | digitalni download |